# Мирза Насир Ахмад
Хафиз Мирза Насир Ахмад (16 ноября 1909 — 9 июня 1982) III Халифат-уль-Масих — глава Ахмадийской мусульманской общины. Он был избран третьим преемником Мирзы Гулама Ахмада, 8 ноября 1965 года, сразу на следующий день после смерти своего предшественника и отца, Мирзы Башируддина Махмуда Ахмада.
Мирзе Насиру Ахмаду принадлежат заслуги по расширению миссионерской деятельности, которое было начато его предшественником II Халифом обетованного мессии. Он представлял Ахмадийскую мусульманскую общину в Национальной Ассамблее Пакистана в 1974 году. Однако, несмотря на все его усилия, Национальная Ассамблея Пакистана вынесла вердикт о том, что ахмади не являются мусульманами. В это не легкое время, он проявил себя как крупный религиозный лидер и управлял общиной в течение всего этого периода.

### Детство, отрочество, юность и образование
Мирза Насир Ахмад родился в Кадиане, Индия, 16 ноября 1909 года. Он получил как религиозное, так и светское образование. Мирза Насир Ахмад выучил все 114 глав Корана наизусть в возрасте тринадцати лет под руководством своего отца Мирзы Башируддина Махмуда Ахмада. Его отец уделял большое внимание религиозному образованию своих детей. Для достижения этой цели, Мирза Насир Ахмад поступил в медресе Ахмадийя, Кадиан, Индия. Он окончил это религиозное учебное заведение с отличием в июле 1929 года. После окончания средней школы с целью получения высшего образования, он поступил в Государственный колледж в Лахоре, и в 1934 году получил степень бакалавра гуманитарных наук.
5 августа 1934 года Мирза Насир Ахмад сочетался браком с госпожой Сайида Мансур Бегам, внучкой Мирзы Гулама Ахмада и старшей дочери господина Наваб Мухаммад Али Хана из Малеркотла, Индия. Спустя месяц после заключения брачных уз, Мирза Насир Ахмад уехал в Англию, и поступил в аспирантуру. В Англии в колледже «Бейллиол» Оксфордского университета, Мирза Насир Ахмад получил степень магистра гуманитарных наук в области политологии, философии и экономики. Он производил впечатление на своих преподавателей как глубоко мыслящий студент с безупречным поведением. Во время последующего визита в Англию, он встретился с одним из своих бывших преподавателей, который выразил ему свою признательность в резиденции Ахмадийской мусульманской общины. Профессор сказал другим членам Ахмадийской сообщества о том, что часто замечал признаки лидерства в поведении Мирзы Насира Ахмада, и был уверен, что однажды, он станет лидером.
В ноябре 1938 года он вернулся в родной город Кадиан, где был назначен профессором Ахмадийского университета — Высшее теологическое учебное заведение для подготовки миссионеров Ахмадийской мусульманской общины. В 1939 году он был назначен ректором Ахмадийского университета, и оставался на этом посту в течение пяти лет. С мая 1944 года по ноябрь 1965 года он был колледжа «Таалимуль Ислам», сначала в Кадиане, Индия, и после раздела страны, в Рабве, Пакистан. Во время анти ахмадийских беспорядков в 1953 году, Мирза Насир Ахмад на короткое время был заключен в тюрьму. Его освободили 28 мая того же года. После своего освобождения, и до своего избрания Халифат-уль-Масихом, он служил в других различных учреждениях Ахмадийской мусульманской общины.

### Халифат
9 ноября 1965 года, после молитвы «Ишаа» в мечети «Мубарак» в Рабве, Пакистан, Мирза Насир Ахмад был избран III Халифат-уль-Масихом. На собрании высшего избирательного органа Ахмадийской мусульманской общины председательствовал Мирза Азиз Ахмад.
Вскоре после своего избрания на пост Халифа Обетованного Мессии, он основал фонд «Фазле Умар» в честь памяти II Халифа обетованного мессии Мирзы Башируддина Махмуда Ахмада. Один из проектов этого фонда предусматривал строительство библиотеки. В 1971 году, в Рабве, Пакистан, была открыта библиотека Халифата. В настоящее время, в ней находятся более 100,000 книг. В ней также находятся редкие рукописи и научные публикации.

### Африка
В 1970 году III Халиф Обетованного Мессии Хазрат Мирза Насир Ахмад совершил девятинедельный тур по различным африканским странам. Во время своего визита он присутствовал на многочисленных приёмах, устроенных в его честь, и осмотрел образовательные, социальные, а также духовно просветительские учреждения Ахмадийской мусульманской общины в различных африканских странах. Он запустил проект под названием «План Нусрат Джахан» и призвал членов Ахмадийского сообщества к финансовым пожертвованиям. Согласно этому плану, врачи и учителя Ахмадийского сообщества должны были служить в многочисленных медицинских клиниках и в средних школах по всему Африканскому континенту.

### Ахмадийская Мусульманская Община и Национальная Ассамблея Пакистана
В 1974 году после массовых беспорядков и насилия над мусульманами — ахмади, премьер-министр Пакистана Зуль фикар Али Бхутто столкнулся с огромным давлением со стороны религиозных лидеров, которые стремились объявить ахмади — не мусульманским меньшинством. Под давлением религиозных лидеров были приняты некоторые законодательные и конституционные поправки. Согласно этим поправкам, мусульмане — ахмади были бойкотированы в социальном отношении. Против них были предусмотрены уголовные преследования за исламские религиозные обряды. Отныне им запрещалось называть себя мусульманами и практиковать ислам. В связи с этими событиями в Национальной Ассамблее Пакистана было проведено расследование. Мирза Насир Ахмад вместе со своей делегацией, состоящей их четырёх видных ученых Ахмадийского сообщества, в течение 11 дней, вёл дебаты в Национальной Ассамблее Пакистана. Мирза Насир Ахмад лично отвечал на все обвинения, которые были предъявлены против Ахмадийята.] В конце концов, Национальная Ассамблея Пакистана объявила ахмади не мусульманами.

### Лондон
В 1978 году Мирза Насир Ахмад отправился в Лондон, где проходила конференция под названием «Спасение Иисуса от смерти на кресте». Эта конференция проходила в Кенсингтонском институте содружества. В работе этой конференции приняли участие учёные, представляющие основные мировые религии. Они читали свои доклады, обсуждая обстоятельства распятия Иисуса Христа. На этой конференции была представлена Ахмадийская точка зрения на смерть Иисуса. Ахмадийская точка зрения по этому вопросу была высказана в докладе сэра Зафруллы Хана и Мирзы Музаффара Ахмада.
В связи с этим христианская церковь обнародовала заявление, отклонив Ахмадийят как религиозную деноминацию, не представляющую учение ислама, и отказалась быть вовлеченной в дебаты, которые с открытием Туринской плащаницы, были возобновлены на этой конференции. В работе этой конференции приняли участие представители Пакистана, Индии, Африки, Азии, Европы и США. Мирза Насир Ахмад выступил с речью по данному вопросу. Он объяснил, каким образом Иисус был спасен от гибели на кресте. Он рассказал о его путешествии на восток. Кроме этого, он коснулся вопроса о Единстве Бога и подробно разъяснил статус пророка Мухаммада.

### Составление Ахмадийских текстов
В период своего Халифата Мирза Насир Ахмад руководил подборкой и составлением полных сновидений, ведений и словесных откровений Мирзы Гулама Ахмада, которые уже, были опубликованы в различных книгах Мирзы Гулама Ахмада, а также в различных журналах и газетах. Собранная версия всех его откровений была опубликована в книге «Тазкира». Полные диалоги и высказывания Мирзы Гулама Ахмада собирались в соответствии с директивами III Халифат-уль-Масиха. Книга была издана в виде его изречений "Мальфузаат", которые включали в себя его беседы, выступления, сессии вопросов и ответов, проповеди и случайные высказывания.

### Испания

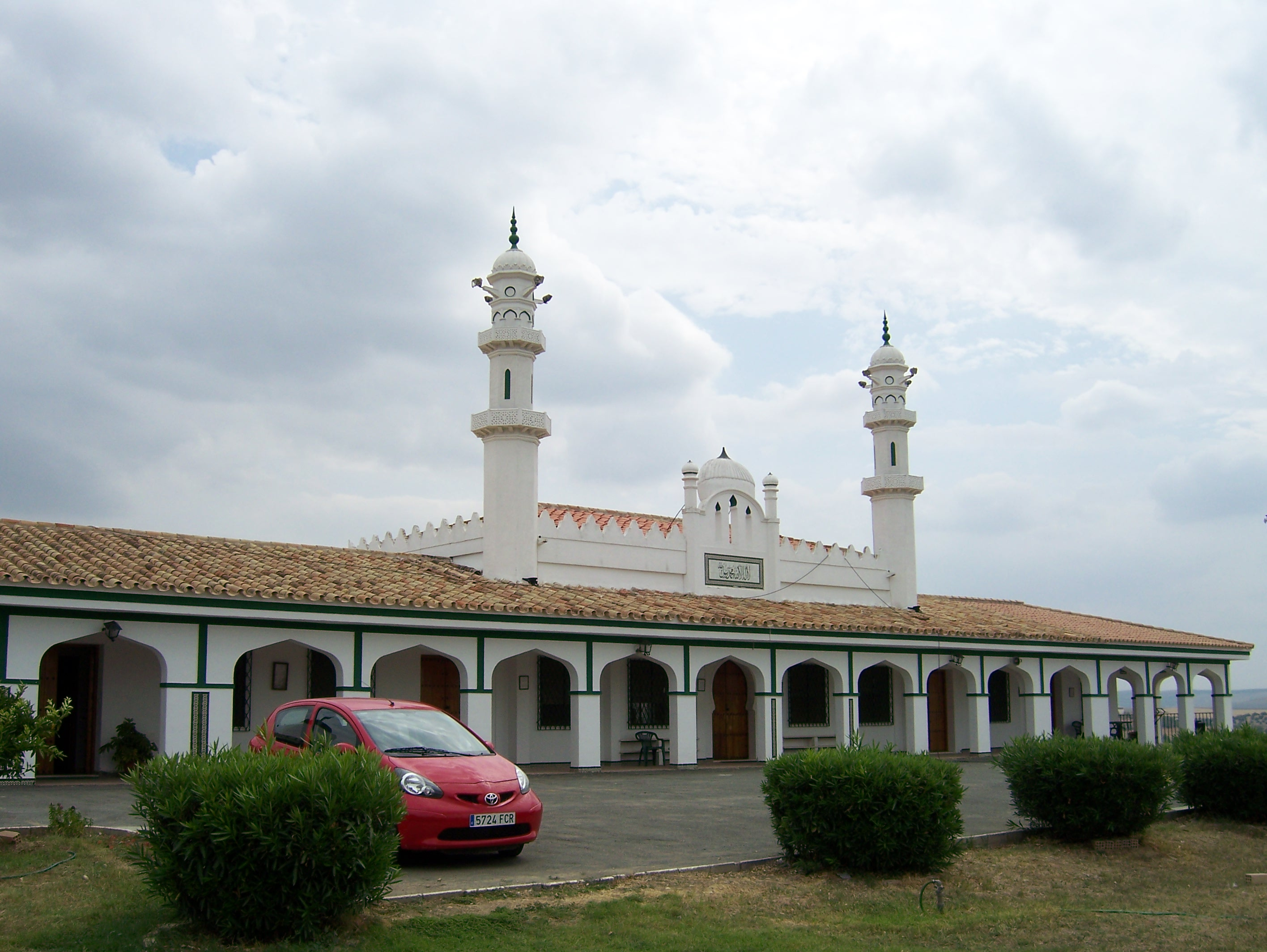
Мечеть Башарат Ахмадийской Мусульманской Общины в Педро-Абаде (Испания) .Это первая мечеть, которая была построена в Испании спустя 750 лет после изгнания мусульман с Пиренейского полуострова.

В 1980 году Мирза Насир Ахмад отправился в Испанию. Там он заложил первый камень в фундамент мечети «Башарат» в Педро-Абад. Это была первая мечеть, которая была построена в Испании спустя 750 лет после изгнания мусульман с Пиренейского полуострова. Именно здесь он придумал девиз «Любовь ко всем, ненависть ни к кому». Строительство мечети было завершено после его смерти в 1982 году.

### Брак, дети, и семья
5 августа 1934 года Мирза Насир Ахмад сочетался браком с госпожой Сайида Мансура Бегам. Она была дочерью господина Наваба Мухаммада Али Хана из Малеркотла, и госпожи Наваб Мубарака Бегам, дочери Мирзы Гулама Ахмада. У них было пятеро совместных детей:
1. Сын Мирза Aнас Ахмад
2. Дочь Aматуль Шакур
3. Дочь Аматуль Халим
4. Сын Мирза Фарид Ахмад
5. Сын Мирза Лукман Ахмад

Через год после смерти своей супруги Мансуры Бегам, Мирза Насир Ахмад решил вступить в новый брак. 11 апреля 1982 года он сочетался браком с госпожой Тахира Сиддика Насира, дочерью Абдул Маджид Хана из Веровала. Этот брак продлился всего несколько месяцев до дня кончины Мирзы Насира Ахмада 9 июня 1982 года.

### Смерть
В июне 1982 года, в Исламабаде, Пакистан, Мирза Насир Ахмад перенес тяжелый сердечный приступ. Он умер 9 июня 1982 года в 12:45 ночи. Тело Мирзы Насира Ахмада было перевезено в Рабву. Он был похоронен на кладбище «Бахишти макбара». Его заупокойная молитва была совершена во главе Мирзы Тахира Ахмада, избранного на пост IV Халифат-уль-Масиха, сразу после его смерти.